# Tyonek
Tyonek é uma Região censo-designada localizada no estado americano de Alasca, no Distrito de Kenai Peninsula.

## Demografia
Segundo o censo americano de 2000, a sua população era de 193 habitantes.

## Geografia
De acordo com o United States Census Bureau, a localidade tem uma área de 178,2 km², dos quais 175,1 km² cobertos por terra e 3,1 km² cobertos por água.

## Localidades na vizinhança
O diagrama seguinte representa as localidades num raio de 64 km ao redor de Tyonek.